# Лизакевичі
Лизакевичі — козацько-старшинський (згодом — дворянський) рід. Походить від Григорія Федоровича (р. н. невід. — п. 1772), баришівського сотника (1738–44). Його сини: Яким Григорович (р. н. невід. — п. бл. 1810), таємний радник (1803), повірений у справах Російської імперії в Генуї (Італія; 1794–97) та надзвичайний і повноважний міністр Російської імперії в Сардинському королівстві (Італія; 1802–09); Василь Григорович (1737—1815), таємний радник (1803), радник посольства Російської імперії у Великій Британії (1775—1800), надзвичайний і повноважний міністр Російської імперії в Данському королівстві (1800–15). У третьому коліні рід згас.